# Toyota Corolla E16-E17-E18

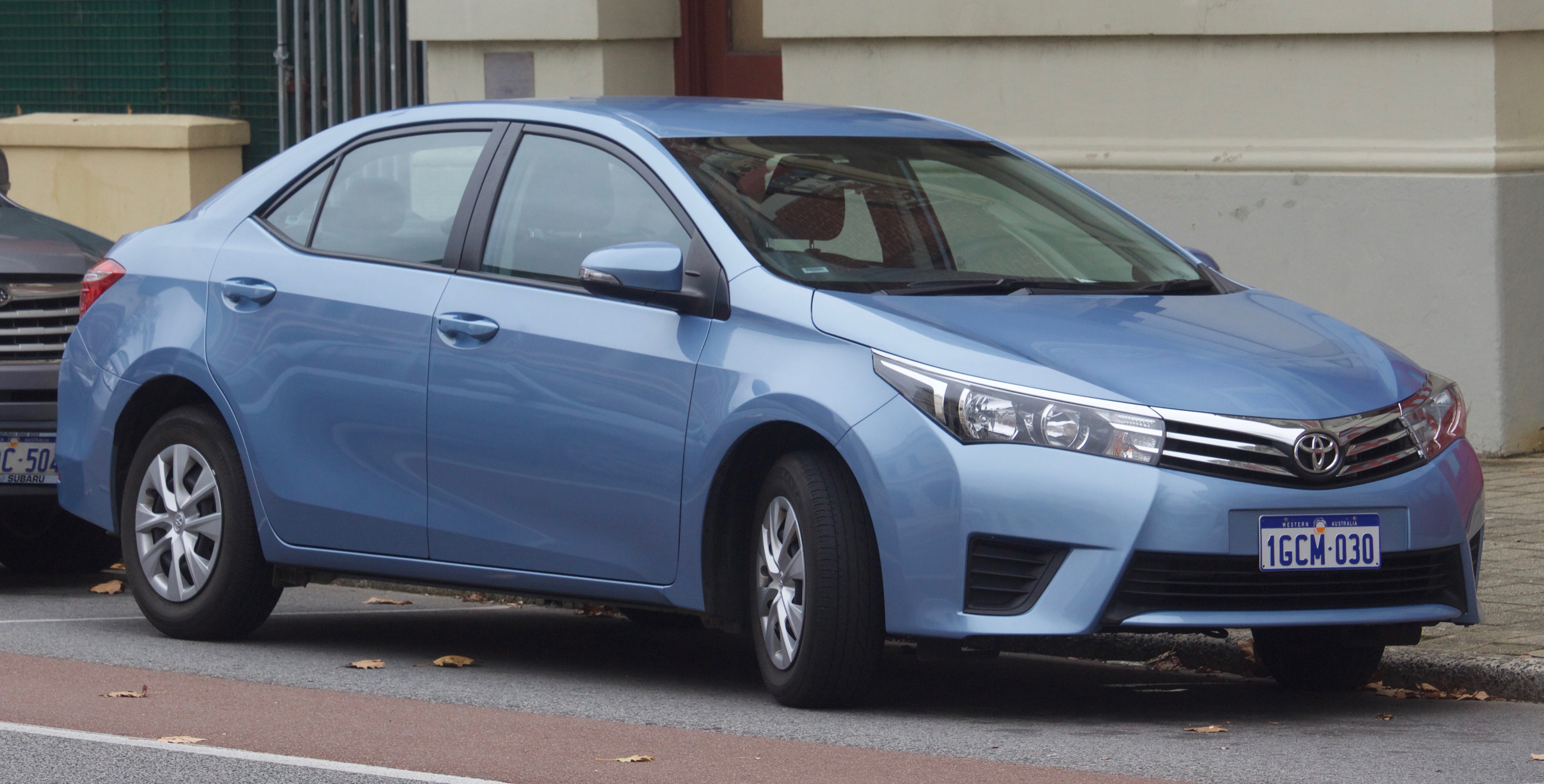
Toyota Corolla E17 uit 2016.

De Toyota Corolla E16, E17 en E18 (ook wel E160 en E170/E180) is de elfde generatie in de Toyota Corolla-modellenreeks. De elfde generatie Corolla werd verkocht in Europa van juni 2013 tot januari 2019. Deze generatie kent drie verschillende platformcodes: E16, E17 en E18.
Deze generatie was niet als Corolla te koop in Nederland, maar werden verkocht als Toyota Auris (E18) hatchback en stationwagen (Touring Sports). Duitsland ontving wel dit model als sedan. In 2015 onderging de elfde generatie Corolla een facelift.
De Noord-Amerikaanse markt ontving een ander ontwerp voor deze generatie Corolla, de E17. Dit ontwerp is geïnspireerd op de Toyota Corolla Furia Concept conceptauto.

## Toyota Corolla E16
De Toyota Corolla E16 is smaller en korter dan de internationale (E18) en Noord-Amerikaanse (E17) versie, en heeft geen motoren met een slagvolume van meer dan 2,0 liter om te voldoen aan de Japanse Kei car-regulaties. De Toyota Corolla E16 werd verkocht als sedan, Toyota Corolla Axio, en stationwagen, Toyota Corolla Fielder. De E16 is gebouwd op het Toyota B platform.

## Toyota Corolla E17

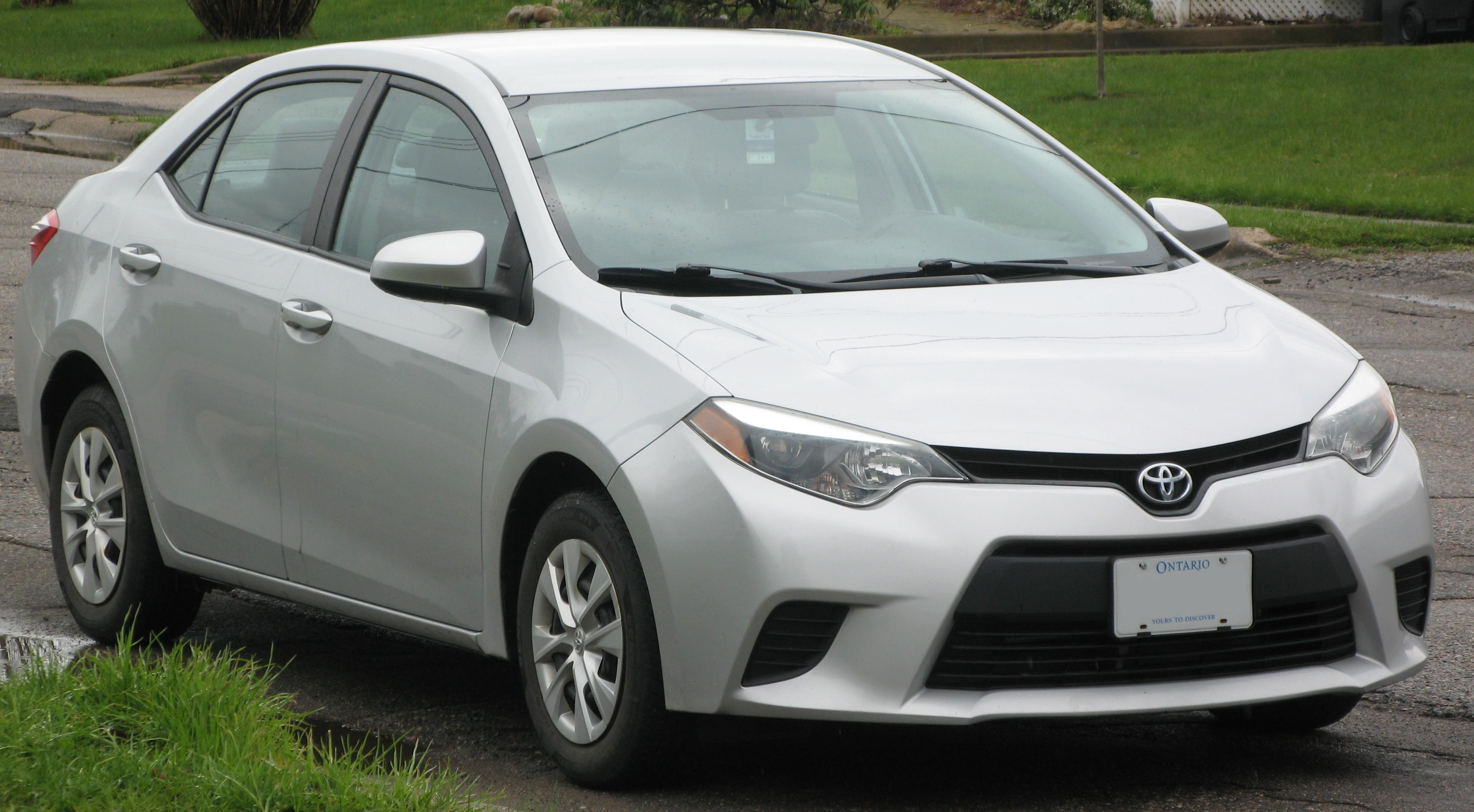
Toyota Corolla LE (ZRE172)

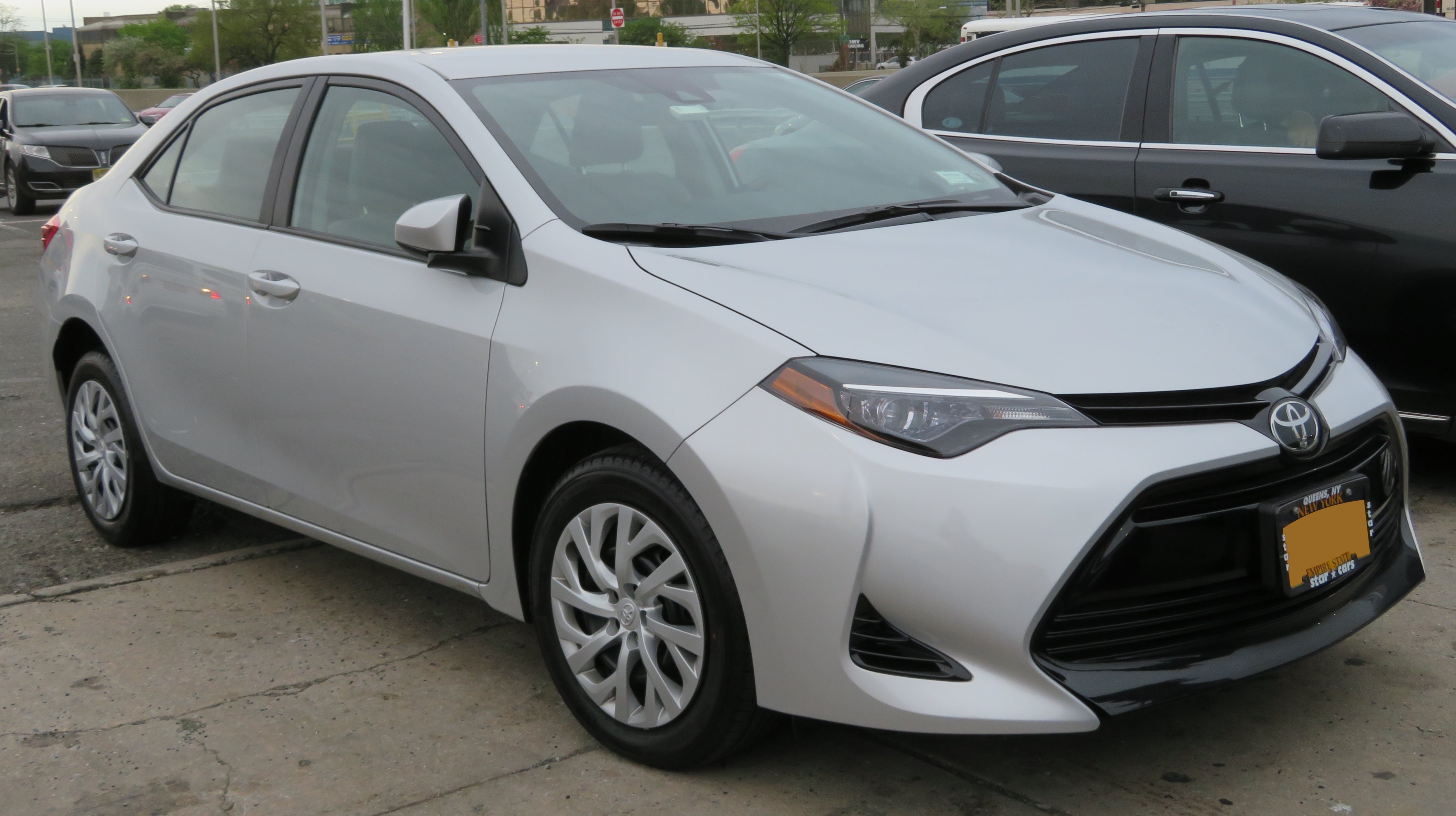
Toyota Corolla LE, facelift

De Toyota Corolla E17 is de platformcode voor het Noord-Amerikaanse model. Dit model heeft een geheel ander ontwerp, wat voor de Toyota Corolla E13 (negende generatie) en E14 (tiende generatie) ook al werd gedaan. De Noord-Amerikaanse versie is gebouwd op het Toyota New MC platform.

## Toyota Corolla E18

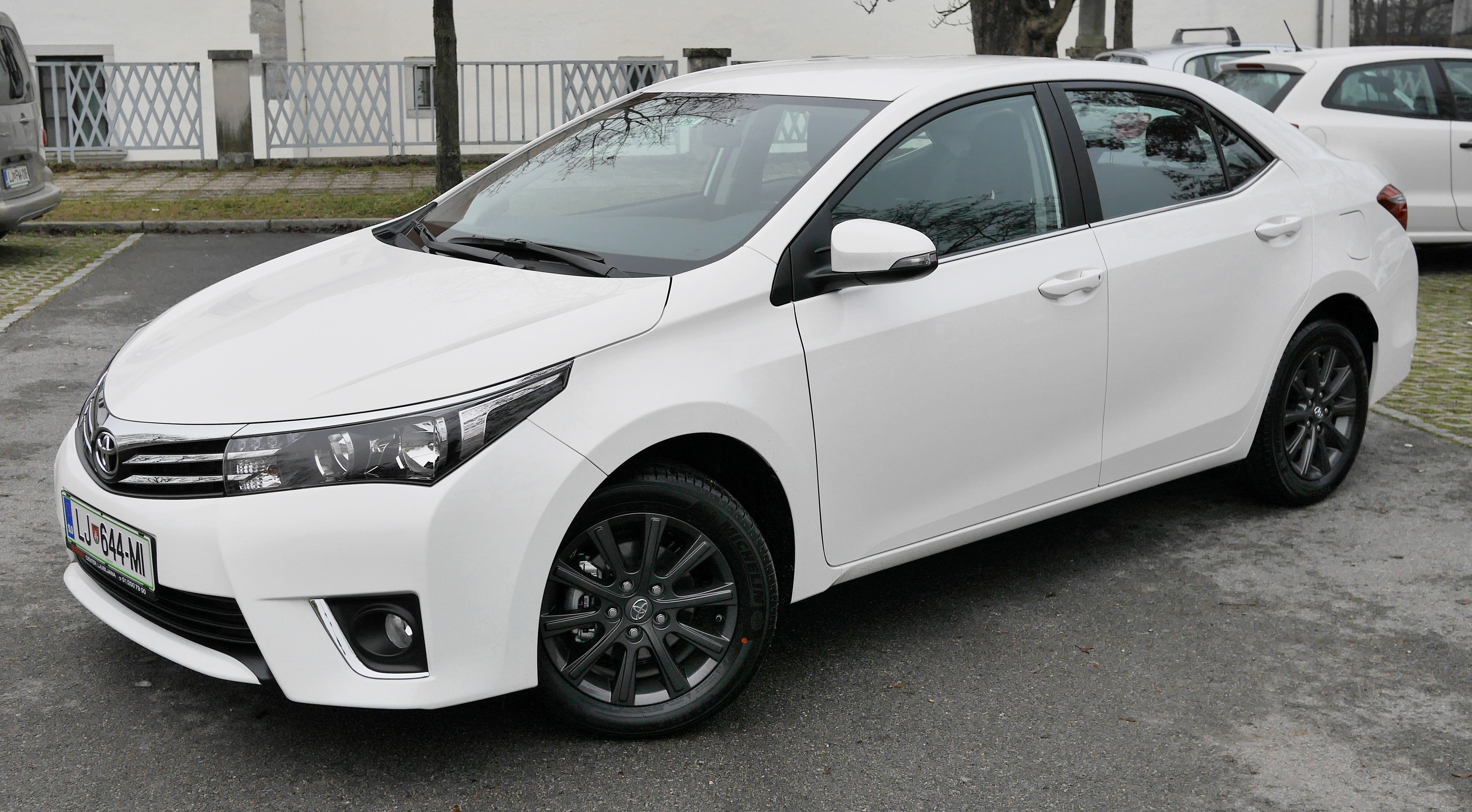
Toyota Corolla E180

De Toyota Corolla E18 is de internationale versie van de elfde generatie, welke ook in Europa (met uitzondering van onder andere Nederland) werd geleverd. De internationale versie is gebouwd op het Toyota New MC platform.